# ماكس هيني
ماكس هيني (بالهولندية: Max Henny)‏ هو لاعب كرة قدم هولندي، ولد في 1 أكتوبر 1885 في بوكور في إندونيسيا، وتوفي في 5 يناير 1968. شارك مع منتخب هولندا لكرة القدم. أما مع النوادي، فقد لعب مع نادي هارلم.

## وصلات خارجية
- ماكس هيني على موقع قاعدة بيانات كرة القدم.إي يو (الإنجليزية)
- ماكس هيني على موقع ناشيونال فوتبول تيمز (الإنجليزية)
- ماكس هيني على موقع عالم كرة القدم.نت (الإنجليزية)